# 충주 조동리 유적
충주 조동리 유적(忠州 早洞里 遺蹟)은 충청북도 충주시 동량면 조동리에 있는 선사시대의 유적이다. 2002년 10월 25일 충청북도의 기념물 제126호 충주 조동리선사유적으로 지정되었다가, 이후 현재의 명칭으로 변경되었다.

## 개요
충주 조동리유적은 1990년 9월 이 지역에 내린 집중 호우로 유적의 퇴적 층위가 깎이어 나가는 과정에서 많은 양의 유물이 지표에 노출·수습되면서 알려지게 되었다.
1996년 조동제축조공사시 구제발굴을 실시하여 신석기∼청동기문화층이 잘 발달되어 있음이 확인되었다. 1997년도에는 청동기시대 집터·불땐자리·움 등 생활유구가 조사되었으며, 2000년도에도 조사되었다.
신석기시대 문화층과 청동기시대 문화층이 잘 보존되어 있는 유적으로 신석기시대 문화층에서는 빗살무늬토기가 다량 출토되었으며 지금까지 충북지방에서 확인된 가장 오래된 신석기문화의 존재를 확인함으로써 중원지방 신석기문화의 성격을 규명하는데 중요한 유적이다.
신석기시대 문화층에서 출토된 많은 양의 빗살무늬토기를 통해 바탕흙·제작수법·문양형태 등에서 한강, 금강 및 남해안 계통의 빗살무늬토기 특징이 모두 찾아지고 있어 문화적 점이지대(漸移地帶)로서의 성격을 뚜렷하게 보여주고 있으며, 이것이 중원지방의 독특한 지역양식을 띠고 있는 것으로 볼 때 새로운 문화유형으로서 「중원식(中原式)」의 신석기문화유형 설정이 가능할 것으로 판단된다.
청동기시대 문화층에서는 장방형 주거지, 불땐자리, 움, 도랑 등의 다양한 청동기시대 대규모 취락지가 존재하였던 것으로 밝혀졌다.
출토된 유물은 돌보습·돌도끼·그물추·토기 등 농경과 어로 등 생활 활동과 관련된 연모가 발달된 특징이 있고 쌀·보리·밀·조·도토리·복숭아씨 등 곡물과 열매씨앗 등이 많이 출토되어 청동기시대에 이곳에 대규모 취락을 형성하고 활발한 생산경제 활동이 있었음을 알 수 있다.
조동리 선사유적은 우리나라 선사문화(신석기∼청동기)의 교류와 전파, 발달 및 생업경제(生業經濟)등에 대한 연구를 수행함에 있어 매우 중요한 위치를 차지하고 있는 것으로 평가되고 있으며 다른 선사유적이 상대적으로 매우 빈약한 현실에서 선사시대의 생활 연구, 교육적인 가치가 높다고 평가된다.

## 문화재 지정사유
조동리 선사유적은 우리나라 신석기시대부터 청동기시대에 이르는 유적으로 문화 교류와 전파, 발달 및 생업경제 등에 대한 연구에 있어 매우 중요한 유적으로 평가되고 있으며, 다른 유적들이 상대적으로 매우 빈약한 선사시대의 생활유적이라는 점에서 연구, 교육적인 충분한 가치가 있어 지정 관리하고자 함

## 주요 유물
굽잔토기는 지난 1996년 조동리 선사유적 발굴 조사시 확인된 우리나라에서는 처음 출토된 완형의 고배형 홍도(高杯形 紅陶)로 학계의 큰 관심을 끌었던 유물이다. 조동리 1호 집터에서 나온 청동기시대 토기로, 고운 바탕흙을 써서 겉면에는 산화철을 바르고 도구로 갈고 소성한 붉은간토기(紅陶)이다.

## 같이 보기
- 조동리선사유적박물관

## 참고 자료
- 충주 조동리 유적 - 국가유산청 국가유산포털